# Forsman & Bodenfors
Forsman & Bodenfors (F&B) är en av Sveriges största reklambyråer med säte i Göteborg. Byrån arbetar huvudsakligen med konsumentreklam, men har också uppdrag inom business-to-business.
Reklambyrån har gjort kampanjer för bland annat Ikea, Apoteket, Volvo Lastvagnar och Volvo Personvagnar. Forsman & Bodenfors har vunnit många priser, bland annat Guldägget, D&AD, The One Show, Clio, Cannes Lions, Epica och Eurobest. Kontoret är beläget i NK:s takvåning i Göteborg. Företaget har även ett kontor i Stockholm.
Forsman & Bodenfors var i huvudsak en svensk reklambyrå med en del internationella kunder fram till 2018 när F&B slogs ihop med den internationella byrån KBS.
Bland dotterbolag som F&B har sedan innan 2018 finns Happy F&B (design och varumärkesutveckling), F&B Factory (grafisk produktion), F&B Inhouse (affärsutveckling och marknadsföring) och F&B Studios (filmproduktion). Efter sammanslagning med KBS år 2018 ingår även de internationella byråerna Albion och The Media Kitchen i F&B-gruppen.
Totalt har Forsman & Bodenfors drygt 320 anställda.
2015 omsatte koncernen 615 miljoner kronor och gjorde ett rörelseresultat på 61,7 miljoner kronor.

## Historik
Forsman & Bodenfors grundades år 1986 av Staffan Forsman, Sven-Olof Bodenfors, Mikko Timonen och Jonas Enghage. Forsman, Bodenfors och Timonen kom då från byrån Claeson & Company, medan Enghage kom från Grey. Byråns officiella start var den 10 oktober 1986. Med sig från Claeson tog byrån kunderna Tor Line och Grafiskt papper.
1988 fick byrån en storkund då Göteborgs-Posten valde F&B som reklambyrå. 1989 följde det första uppdraget i Stockholm för Frödinge Ostkaka (Semper). 1990 vann byrån Guldägget för kampanjen och fick i samma veva ett uppdrag för Volvo Norden. 1993 blev företaget huvudbyrå för Arla och Posten.
År 1997 startade F&B en designbyrå. Den hette först Forsman & Bodenfors Design, men bytte snart namn till Happy F&B. År 2000 startades "retailbyrån" Kollo F&B som arbetade strategiskt med detaljhandel. Den lades ner under 2018. F&B hade även en PR-byrå, F&B Westgård, som år 2001 blev medievalsbyrån F&B Story. År 2004 startades varumärkesbyrån F&B Case, som senare lagts ner. År 2008 köptes Volvos reklamavdelning, som bytte namn till F&B Inhouse.
Hösten 2006 blev F&B delägare i den norska reklambyrån Shnel & Melnychuck, som bytte namn till SMFB. F&B ägde 30 % i SMFB. 2016 köpte SMFB tillbaka ägardelen ifrån F&B.

### Utländsk ägare
F&B var länge svenskägt. 2016 förvärvades Forsman & Bodenfors av det börsnoterade byrånätverket MDC Partners. Våren 2018 etablerades ett kontor i Singapore.
Hösten 2018 slogs F&B ihop med byrån KBS (Kirshenbaum, Bond, Senecal och Partners). Det gemensamma namnet var fortsatt Forsman & Bodenfors. Sammanslagningen innebar att medieköpsbyrån The Media Kitchen och den digitala byrån Albion kom att tillhöra F&B-gruppen.
I mars 2019 blev The Stagwell Group delägare i MDC Partners. I augusti 2021 fusionerade Stagwell och MDC Partners. Forsman & Bodenfors var därefter ett dotterbolag till Stagwell.
I september 2023 meddelades det att F&B skulle öppna ett kontor i London. I mars 2024 meddelades att koncernsystern CP+B:s (Crispin Porter + Bogusky) Londonkontor skulle fusioneras in i F&B:s Londonkontor.

## Kunder och projekt

### Från 1980- och 1990-talet
- Frödinge. Skapade 1989 annonser med inspiration från Amerikabrev som gav byrån sitt första guldägg.[17]
- Göteborgs-Posten, från 1988.[18] Vann guldägg för 1996, 1997, 1999 och två stycken 2001. År 1998 gjordes en reklamkampanj på temat "Bättre lokalsinne" som utnyttjade ny tryckteknik för att göra unika annonser för olika annonstavlor.[19][20] Den vann flera internationella priser.
- Lindex, fram till 1999.[21]
- Volvo, från 1994[22] Vann ett guldägg för 1994.[23]
- Mer,[24] fram till 2004.[25] Skapade filmen "Presskonferensen" som belönades med ett guldägg 1994.[26] F&B fortsatte utveckla Mers slogan "För god att kolsyra", men bytte ut den år 2001.[27]
- Blic Optik.[28] Kampanj för omprofilering från Optikmagasinet 1995.
- Arla Foods, i olika omfattning 1990-talet[29] fram till 2008.[30] Skapade bland annat reklam för Yoggi, mjölk och ost. Vann guldägg för år 1995 och 1996 (för kampanjen "Mjölk ger starka barn").[26]
- Ikea, fram till 2012.[31] Samarbetet ledde bland annat lett till guldägg för år 1997,[26] 2001[32] och 2006.[33]
- Abba Seafood, i tjugo år fram till 2007[34] och åter från 2011.[35]
- Marknadsföring för musikalen Kristina från Duvemåla 1995.[36]
- Libero (blöjor), från 1997.[37]
- Lotto, fram till 2001.[38] F&B skapade en uppmärksammad och guldäggsbelönad reklamfilm regisserad av Måns Herngren och Hannes Holm med Pär Lindblom som "Lotto-Åke".[39]

### Från 2000-talet
- Bonaqua, 2002[40]–2003[41]
- Libresse, fram till 2003.[42]
- Tele2, Comviq från 1997[43], hela Tele2 från 2001[44], samarbetet avslutat 2015[45]. Genom detta samarbete utvecklade F&B bland annat karaktärerna "Big Bill" och "Small Bill"[46], som användes 2002–2007.[47] I november 2008 lanserades det engelsktalande fåret Frank som Tele2:s maskot, skapad av F&B.[48]
- If Skadeförsäkring, några år efter 1999,[49] åter 2010[50]–2019.[51]
- JC, 2001[52]–2005.[53]
- Systembolaget, 2002[54]–2019.[55] Vann guldägg 2003 och 2006 för bidragen "Monopolet" och "Dear Mr B".[56] Skapade från 2015 flera reklamfilmer med den påhittade amerikanske försäljningsexperten "Jeff Perry" som föreslår metoder för att öka Systembolagets försäljning, vilka ratas av den svenska butiksföreståndaren.[57]
- AMF Pension, 2003[58]–2020.[59] Vann 100-wattaren 2008 för kampanjen "Se dig själv som 70-åring".[60]
- Sveriges Television, från 2003[61][62] och en bit in på 2010-talet.[63] Skapade företagskampanjen Fri television som gick från 2005. Skapade 2009 även kampanjen "Dear Steve Jobs" för Apple skulle godkänna SVT Plays mobilapplikation.[64] "Dear Steve Jobs" vann ett silverägg och 100-wattaren i kategorin konsumentreklam.[65][66]
- Wasabröd, 2004[67]–2009.[68] Skapade kampanjen "Byt Bröd", som fick priser från 100-wattaren flera gånger, reklamfilmspriset BUG 2005[69] och i klassen "långvarig varumärkesvård" 2008,[60] samt två guldäggsdiplom 2007 och 2009.[70]
- Stadium, några år efter 2006.[71] Vann ett guldägg för filmen "The city is your Stadium" 2007.[72]
- Apoteket, 2006[73]–2021[74].
- Ving, 2006[75]–2015.[76]
- Coop Sverige, 2008[77]–2024.[78] 2012–2015 användes ett reklamkoncept byggt kring kunder i en Coopbutik.[79] Kampanjen "Ekoeffekten" vann flera priser vid Cannes Lions 2016.[80] Från 2017 görs reklamfilmer med Lotta Lundgren som frontfigur.[81]
- Västtrafik, 2008[82]–2022.[83]

### Från 2010-talet
- Preem, 2010[84]–2021[85].
- Åhléns, 2013[86]–2020.[87]
- Oatly. Omgjord förpackningsdesign 2014.[88] Vann även silverägg för kampanjen "Oatly, Wow No Cow!" 2015.[89]
- Postnord, 2014[90]–2019.[91]
- Swedbank, 2015[92]–2022.[93]
- Telia, från 2016–[94]2023.[95] Konceptet "Folknätet" lanserades i februari 2019.[96]
- Viaplay, från 2019.[97]
- Wasabröd, åter från 2019.[98]

### Från 2020-talet
- Netonnet, från 2020.[99] Hösten 2023 lanserades ett nytt kommunikationskoncept byggt runt en superhjälte gjord av kartonglådor.[100]
- Visit Sweden, från 2020.[101]
- Clas Ohlson, från 2021.[102]
- Svenska Spel, från 2021.[103]
- Kung Markatta, från 2023.[104]
- Burger King i Norden, från 2023.[105]
- Tele2, åter från 2024.[106]

## Chefer
Vd i Sverige:
- Sven-Olof Bodenfors, 1986–2003[107]
- Erik Sollenberg, 2003[107]–2017
- Silla Levin, 2017[108]–2021
- Johan Eghammer, 2021[109]–2022.[110]
- Leif Sorte, 2022[111]–.

Efter sammanslagningen med byrån KBS år 2018 har F&B även en global vd med bas i New York.

## Andra personer
F&B har fungerat som plantskola för svenska reklambranschen och flera framstående reklamare har börjat sin bana på F&B, exempelvis Filip Nilsson, Michael Storåkers, David Granath, Martin Cedergren, Anders Lidzell, Lotta Lundgren med flera.

## Happy F&B
Designbyrån Happy är ett dotterbolag till Forsman & Bodenfors som arbetar med strategisk design, inklusive grafiska profiler. Den grundades år 1997 som Forsman & Bodenfors Design av Anders Kornestedt. F&B Design var en av en handfull byråer som startades under 1990-talet för att ta över designuppdrag som vid den här tiden oftast lades på utländska byråer.
Företagets första projekt var en ny grafisk profil Chalmers. År 1998 införde även Lindex en ny logotyp som skapats av F&B Design.
Bland senare projekt från Happy F&B kan nämnas:
- Polarpriset, logotyp 2001.[113]
- Classic kaffe, omprofilering 2002.[114]
- Designåret 2005, symbol.[115]
- Hemköp, ny logotyp 2004.[116]
- Tele2, grafisk profil med uppfräschad logotyp 2007.[47]
- Apoteket AB, ny grafisk profil 2008.[117]
- Göteborg & Co, ny logotyp 2009.[118]
- Sveriges Radio, ny grafisk profil 2010.[119] Fick ett guldäggsdiplom 2011.[120]
- Ving, ny symbol 2012.[121]
- Eurovision Song Contest 2013, tävlingssymbol.[122]
- Sveriges Television, ny logotyp och grafisk profil 2016.[123]
- Göteborgsoperan, ny logotyp 2017.[124]
- Ving, ny grafisk profil 2020.[125][126]
- Astrid Lindgren Memorial Award, ny logotyp 2021.[127]
- By Wind, grafisk profil 2022. Vann ett guldägg 2023.[128]

Kornestedt var vd för Happy från grundandet fram till 2019 när denna roll togs över av Leif Sorte.